# 高松市立男木中学校
高松市立男木中学校（たかまつしりつ おぎちゅうがっこう）は、香川県高松市男木町にある市立中学校。

## 概要
高松市北部にある離島・男木島に位置する中学校である。過疎化で生徒がいなくなり2011年度から休校していたが、Uターン移住者の子供達が転校し2014年度から再開された。

## 学校データ
- 生徒数：2人（2015年度）

学校施設（2014年5月1日時点）仮設校舎での再開（2016年に新校舎が完成予定）
- 普通教室：3教室

服装規定
- 制服：あり（通年必用）
- 防寒着：ウインドブレーカー程度（暖房あり）[1]

## 歴史
1947年（昭和22年）4月1日、学校教育法の施行に伴い雌雄島村立男木中学校として開校。それから9年後の1956年（昭和31年）9月30日には雌雄島村が高松市へ合併し、校名が高松市立男木中学校に改称された。離島である男木島では過疎化による少子化が著しく、それに伴い生徒数も年々減少。そして、2006年（平成18年）3月31日には在籍生徒がいなくなり、休校となった。しかし、2年後の2008年（平成20年）4月1日には3人が入学し、再開。一旦休校となった学校が再開するのは市内では例の無い出来事となった。その3人が卒業する3年後の2011年（平成23年）3月31日には再び休校となったが、Uターン移住者の子供達が転校し2014年度から再開された。

### 年表
- 1947年（昭和22年）4月1日 - 開校。
- 1956年（昭和31年）9月30日 - 高松市立男木中学校と改称。
- 2006年（平成18年）3月31日 - 休校。
- 2008年（平成20年）4月1日 - 再開。
- 2011年（平成23年）3月31日 - 休校。
- 2014年（平成26年）4月1日 - 再開。

### 全校生徒数の推移
男木中学校の生徒数は2005年度までは年々減少しており、2006年度からは休校となった。その後は休校と再開を繰り返している。
- 1999年度：9人
- 2000年度：10人（+1人）
- 2001年度：9人（-1人）
- 2002年度：6人（-3人）
- 2003年度：3人（-3人）
- 2004年度：3人（0人）
- 2005年度：1人（-2人）
- 2006年度：0人（-1人）
- 2007年度：0人（-人）
- 2008年度：3人（+3人）
- 2009年度：3人（0人）
- 2010年度：3人（0人）
- 2011年度：0人（-3人）
- 2012年度：0人（-人）
- 2013年度：0人（-人）
- 2014年度：2人（+2人）
- 2015年度：2人（0人）

## 教育目標
心豊かで、たくましく生きる子どもの育成
生徒像
- 自ら学び、考え、主体的に行動する子
- 柔らかな感性と感動する心をもち、自らの考えを適切に自己表現できる子
- 郷土を愛し、他を思いやる優しい子

## 通学区域
通学区域は高松市男木地区の全域。
- 高松市
  - 男木町

## 進学前小学校
通常多くの中学校が複数の小学校区の集合体であるのに対し、当中学校の場合はそのまま小学校からの持ち上がりである。
- 高松市立男木小学校

## 校区内の主な施設
- 男木港
- 男木島灯台
- 大井海水浴場

## 交通
- 男木港より徒歩5分（約0.4km）